# Boogaloo Joe Jones
Ivan Joseph „Boogaloo Joe“ Jones (* 1940 in Birmingham, Alabama) ist ein US-amerikanischer Jazzgitarrist.

## Leben
Jones wirkte ab der zweiten Hälfte der 1960er Jahre bei Soul-Jazz-Sessions von Prestige Records mit, u. a. mit Richard Holmes, Wild Bill Davis, Houston Person und zuletzt Willis Jackson Ende der 1970er Jahre, mit dem er in den Niederlanden auftrat. 1970 nahm er bei einer Session mit Lee Morgan, Hubert Laws und Harold Mabern teil. Unter eigenem Namen entstanden ab 1967 eine Reihe von Aufnahmen für Prestige, an denen auch Ron Carter, Ben Dixon, Bernard Purdie, Rusty Bryant, Sonny Phillips und Charles Earland mitwirkten. Die Sessions wurden z. T. in der Reihe Legends of Acid Jazz neu aufgelegt. Im Bereich des Jazz ist Jones zwischen 1966 und 1978 auf 17 Aufnahmesessions zu hören.

## Diskographie
- Introducing the Psychedelic Soul Jazz Guitar of Joe Jones (1967)
- More of the Psychedelic Soul Jazz Guitar of Joe Jones – My Fire! (1968)
- Right On Brother (1969)
- Boogaloo Joe (1970)
- Notory! (1970)
- What It Is (1971)
- Snake Rhythm Rock (1973)
- Black Whip (1973)
- Sweet Back (1975)